# Graham Bond Organisation
The Graham Bond Organisation – prekursorski jazz-rockowy i blues-rockowy zespół brytyjski działający w latach 1964–1967.

## Historia
Po odejściu w lutym 1963 r. od Alexis Korner’s Blues Incorporated trójka wybitnych instrumentalistów: Graham Bond (wokalista, saksofonista i organista), Jack Bruce (basista, wokalista, harmonijka ustna) i Ginger Baker (perkusja) założyli grupę Graham Bond Trio. Po miesiącu dobrali gitarzystę Johna McLaughlina i zmienili nazwę na Graham Bond Quartet. Ta formacja przetrwała do września 1963 r. John McLaughlin zostaje zwolniony z grupy „za nietrzymanie rytmu”. Muzycy dobierają więc ich kolegę, także z grupy Alexisa Kornera, wybitnego, nowatorskiego saksofonistę Dicka Heckstalla-Smitha.
W kwietniu 1964 r. grupa zmieniła nazwę na Graham Bond Organisation (lub Organization – używane były oba warianty słowa). We wrześniu 1965 r. z grupy odszedł Jack Bruce i został członkiem John Mayall Bluesbreakers. Bruce i Baker uwielbiali ze sobą grać, ale nienawidzili się jako ludzie. Dochodziło między nimi do bijatyk. Bruce zniszczył własnoręcznie zrobioną przez Bakera perkusję, a Baker rozwalił mu głowę czynelem. Baker był także heroinowym towarzyszem Bonda. W miejsce Bruce’a doszedł trębacz Mike Falana, którego trzej muzycy znali ze wspólnej gry w zespole Johnny Burch Octet w 1962 r.
W czerwcu 1966 odszedł z zespołu Ginger Baker zaproszony przez... Jacka Bruce’a do powstającej pierwszej supergrupy rocka Cream. Na jego miejsce przyszedł znakomity jazzowy perkusista Jon Hiseman. W trzy miesiące później odchodzi Mike Falana i do lata 1967 r. zespół działał jako trio. Latem, na bardzo krótko, dołączył do grupy znany gitarzysta Jon Moorshead. Jednak tego samego lata w zespole pozostał sam Bond. Dick Heckstall-Smith odszedł do Johna Mayalla, Jon Hiseman do Ian Bird Quintet, a potem do zespołu Georgiego Fame’a, a Jon Moorshead do grupy Julian Covey & the Machine, a potem do Aynsley Dunbar Retaliation.
Bond dobrał dwóch muzyków: gitarzystę Raya Russella i perkusistę Alana Rushtona. W tym składzie zespół odbył tournée po Francji razem z grupą Soft Machine. Po tournée zespół zaczął ulegać szybkiej destrukcji, muzycy zmieniali się nieustannie, co jest właściwie już nie do uchwycenia.
Z powodu osobistych problemów Grahama Bonda, nałogu heroinowego i tendencji do autodestrukcji, zespół Graham Bond Organisation nigdy nie rozwinął się na miarę swych możliwości (dotyczy to także wszystkich zespołów Bonda). Tym niemniej 4 główne albumy GBO: Sound of '65, There’s a Bond Between Us, Solid Bond oraz koncertowy nagrany w klubie Klooks Kleek stanowią kamień milowy w historii brytyjskiego rocka. Brzmienie grupy było na owe czasy unikatowe, a umiejętności muzyków przekraczały możliwości innych uczestników kształtującej się sceny rockowej, jazzrockowej i bluesrockowej.

## Dyskografia

### Single
- 1. I Saw Her Standing There/Farewell Baby 1963 (singel firmowany przez Duffy’ego Powera)
- 2. Long Tall Shorty/Long-legged Baby (pierwszy singel Graham Bond Organization)
- 3. Tammy/Wade in the Water 2.1965
- 4. Tell Me (I’m Gonna Love Again)/Love Come Shining Through 4.1965
- 5. Lease on Love/My Heart’s in Little Pieces 7.1965
- 6. St. James Infirmary/Soul Tango 4.1966
- 7. You’ve Gotta Have Love Baby/I Love You 2.1967

### Albumy/CD
- 1. The Sound of ’65 4.1965 (Graham Bond Organization)
- 2. There’s a Bond Between Us 12.1965 (Graham Bond Organization)
- 3. Solid Bond 1970 (Graham Bond Organization – są tu także pierwsze nagrania Johna McLaughlina)
- 4. Rhythm and Blues 1964 (składanka; połowa utworów Graham Bond Organization)
- 5. Rock Generation vol. 3 i vol. 4 (znakomity koncert Graham Bond Organization z 1964; jest kilka wydań pod różnymi tytułami)
- 6. Jazz Blues Rock & Alchemy (piracki album z rzadkimi nagraniami: single GBO, nagranie z The Who itp.)